# Eslovenia en los Juegos Paralímpicos de Vancouver 2010
Eslovenia estuvo representada en los Juegos Paralímpicos de Vancouver 2010 por un deportista masculino. El equipo paralímpico esloveno no obtuvo ninguna medalla en estos Juegos.